# Medakovití
Medakovití (Adrianichthyidae) je čeleď paprskoploutvých ryb z řádu jehlotvární (Beloniformes). Čeleď medakovití pochází ze sladkých a brakických vod jihovýchodní Asie od Indie po Japonsko. Čeleď zahrnuje dva rody, Adrianichthys a Oryzias. Medaka japonská (Oryzias latipes) je významný modelový organismus.

## Taxonomie
- Adrianichthys Weber, 1913 – medaka
- Oryzias Jordan & Snyder, 1906 – medaka